# 井上秀二
井上 秀二（いのうえ ひでじ、1876年（明治9年）4月16日 - 1943年（昭和18年）4月4日）は、日本の土木技術者。
井上成美海軍大将の実兄。井上秀二の家族関係については、井上成美#親族を参照。

## 経歴
宮城県仙台に生まれる。宮城県尋常師範学校附属小学校、宮城県尋常中学校、第二高等学校を経て京都帝国大学理工科大学土木工学科に進み、1900年（明治33年）に卒業（京都帝大土木工学科 第1期生）。成績優秀で恩賜の銀時計を受けた。
京都帝大を卒業した直後に母校の助教授を短期間務めた後は、教職・研究職に就かず、内務省などの中央官庁の官吏にもならず、「求められればどこにでも行く」フリーランス的な土木技術者として生涯を送った。
1902年（明治35年）、京都市土木課長に就任。1907年（明治40年）-1908年（明治41年）、水道事業視察のため、欧米及びエジプトへ出張。帰国後に、京都市臨時事業部技術長 兼 水道課長に就任。京都市の上下水道新設・疏水発電増強・市電新設の三大事業に手腕を発揮した。
次いで、横浜市水道局工事長に就任し、相模川支流の道志川の水を、山梨県南都留郡道志村から、丹沢山地を超えて38キロ隔たった横浜市に給水するという、21世紀の現在も横浜市の主要水源となっている引水工事を完成させた。
その後、1919年（大正8年）に猪苗代水力電気土木課長、1923年（大正12年）に東京電燈理事建設部長を歴任。
1936年（昭和11年）-1937年（昭和12年）に土木学会第24代会長を務める。その他、水道研究会理事長、水道協会理事、函館水道顧問、富山電気顧問、名古屋市顧問を務め、1942年（昭和17年）に水道協会名誉会員となり、翌年に死去。墓所は多磨霊園。

## エピソード
1. 井上秀二は、十二男一女の四男であったが、上のきょうだい（三男一女）が三人は乳児期に、残る一人の男子も1890年（明治23年）に18歳で病没した（この年、秀二は14歳）ため、その後は、秀二が井上家の嫡男となった。以下、秀二を井上家の長男として記述する。[6]
2. 井上兄弟は、長男の秀二、年子の弟である次男の井上達三をリーダーとして、歳が離れた弟たちと、両親とは独立した「自治組織」を形成して暮らしていた。秀二が親分格で勉強を教え、達三が「憲兵さん」と呼ばれて秩序維持に当たる、寄宿舎のような生活であった。[7]
3. 井上兄弟は、音楽を演奏して楽しんでいた。歌は秀二が一番上手で、琴は五男の多助が一番上手であった[8][9]。
4. 井上兄弟が、英語の辞書に載っていた写真を真似てヴァイオリンを作り、ピアノすら作り上げて、演奏を楽しんでいたと言うやや信じ難い挿話がある[7]。
5. 成人後の秀二は、民謡が上手で、素人の域を脱していた。
6. 成美が、一切の妥協を排する峻厳な人柄であったのは有名だが、井上兄弟には、同様に一徹で激しい性格の者がいた（七男の義暢【よしのぶ】、九男の敏功【としなり】）。しかし、長兄の秀二、次兄の達三にはそのようなエピソードは伝わらない。
7. 秀二は幼少時から成績が抜群で、宮城尋常師範学校附属小学校時代に、「（秀二が）あまり頭が良すぎて人に威張る人間になっては将来国家のためにならない」と判断した教師が、意図的に秀二を落第させたと井上家に伝わる。
8. 秀二が1943年（昭和18年）4月に死去した後、名誉会員であった水道協会の機関誌「水道協会雑誌」1943年（昭和18年）5月号・6月号に掲載された追悼記事では、秀二が、二高では「識見卓抜、成績群に絶」し、京都帝大では「天稟の英質いよいよ輝きを増し、学徳ともに儕輩（＝同輩）を抜」いたと賞賛されている。
9. 二高から、東京帝大ではなく京都帝大に進んだのは、秀二が大学に進んだ年に新設された京都帝大土木工学科の「最初の首席」になりたかったため。望み通り、ただ一人の特待生となり、卒業時には恩賜の銀時計を受けた。
10. 秀二は能弁家であり、ユーモアあふれるスピーチが得意であった。
11. 秀二の父・井上嘉矩は、1915年（大正4年）に68歳で亡くなった時は、秀二の家（東京府豊多摩郡千駄ヶ谷町大字原宿＝現在の渋谷区原宿）で暮らしていた[10]。この時期の秀二は、横浜市水道局工事長であったと推定される[5]。
12. 秀二と「たま」夫妻が原宿に住んでいる時、20代の海軍士官であった成美は機会あるごとに秀二宅を訪れていた。秀二の妻の「たま」は、母を早くに亡くした成美の母がわりの存在であった。井上たまの妹の夫が、後の陸軍中将の大平善市で、陸士同期（士官候補生9期）の、後の陸軍大将・内閣総理大臣の阿部信行と親友であった。井上成美海軍大将が、阿部信行陸軍大将と相婿（井上成美の妻の喜久代は、阿部信行の妻の光子の妹）となったのは、成美 → 成美の長兄の秀二 → 秀二の妻の「たま」 → 「たま」の妹婿の大平善市 → 大平の親友の阿部信行 → 阿部の妻の妹の喜久代という縁による[11]。
13. 秀二が継いだ井上本家の墓「井上家之墓」は東京・多磨霊園にある。弟の成美とその妻（2名）もこの墓に入っている[12]。